# Abílio Rodas de Sousa Ribas
Abílio Rodas de Sousas Ribas, né le 2 janvier 1931 à Soajo (es) au Portugal et mort le 2 février 2025 à Braga, est un évêque catholique santo-portugais. Il est le premier évêque du diocèse de Sao Tomé-et-Principe de 1984 à 2006.
Après avoir rejoint la Congrégation du Saint-Esprit le 21 septembre 1957, le pape Paul VI nomme Abílio Rodas de Sousas Ribas le 3 décembre 1984 évêque de Sao Tomé-et-Principe.
À 75 ans, son âge l’amène à la démission le 1er décembre 2006, laissant place à Manuel António Mendes dos Santos.